# Bahnradsport-Weltmeisterschaften 1907
Die Bahnradsport-Weltmeisterschaften 1907 fanden am 30. Juni sowie am 4. und 7. Juli 1907 auf der Radrennbahn Parc des Princes in Paris statt.
Ursprünglich waren die ersten Rennen nur für den 30. Juni und den 4. Juli angesetzt, mussten aber wegen Regens verschoben werden. Die für den 30. Juni angesetzte Weltmeisterschaft für Amateur-Flieger wurde am gleichen Tag in die Pariser Winterbahn verlegt. Sowohl einige Fahrer als auch viele Zuschauer waren von dieser Verlegung nicht informiert, so dass diese Fahrer nach Hause gegangen waren und die Rennen vor fast leeren Tribünen stattfanden.
Berufsfahrer
| Disziplin                | Platz | Land            | Athlet                                |
| ------------------------ | ----- | --------------- | ------------------------------------- |
| Fliegerrennen über 2 km  | 1     | Frankreich      | Émile Friol                           |
|                          | 2     | Deutsches Reich | Henry Mayer                           |
|                          | 3     | Deutsches Reich | Walter Rütt                           |
| Steherrennen über 100 km | 1     | Frankreich      | Louis Darragon (hinter Franz Hofmann) |
|                          | 2     | Belgien         | Karel Verbist                         |
|                          | 3     | Frankreich      | Georges Parent                        |

Amateure
| Disziplin                | Platz | Land                   | Athlet           |
| ------------------------ | ----- | ---------------------- | ---------------- |
| Fliegerrennen über 2 km  | 1     | Frankreich             | Jean Devoissoux  |
|                          | 2     | Frankreich             | André Auffray    |
|                          | 3     | Frankreich             | Camille Avrillon |
| Steherrennen über 100 km | 1     | Vereinigtes Königreich | Leon Meredith    |
|                          | 2     | Belgien                | Victor Tubbax    |
|                          | 3     | Frankreich             | Maurice Brocco   |